# Agonum mutatum
Agonum mutatum är en skalbaggsart som beskrevs av Max Gemminger och Edgar von Harold. Agonum mutatum ingår i släktet Agonum och familjen jordlöpare. Inga underarter finns listade i Catalogue of Life.